# Manto (Olancho)
Manto é uma cidade hondurenha do departamento de Olancho.